# 奥尔洛沃农村居民点 (沃罗涅日州)
奥尔洛沃农村居民点（俄语：Орловское сельское поселение）是俄罗斯联邦沃罗涅日州新乌斯曼区所属的一个农村居民点。其下辖有4个居民点，行政中心为奥尔洛沃。据2016年统计，该农村居民点的人口为5402人。